# 달성군 (1996년 선거구)
달성군은 대한민국의 국회의원 선거구이다. 대구광역시 달성군 일대를 관할한다. 현 지역구 국회의원은 국민의힘의 추경호이다.

## 역사
1995년 3월, 달성군이 경상북도에서 대구광역시로 새롭게 편입되었다. 이에 대한민국 제15대 국회의원 선거를 앞두고 기존의 달성군·고령군 선거구에서 달성군 지역이 독립된 선거구를 형성하게 되면서 신설되었다.

## 관할 구역
| 대수      | 관할 구역   |
| --------- | ----------- |
| 15대~현재 | 달성군 일원 |

## 역대 국회의원
| 선거   | 정당 | 정당       | 의원   |
| ------ | ---- | ---------- | ------ |
| 1996년 |      | 신한국당   | 김석원 |
| 1998년 |      | 한나라당   | 박근혜 |
| 2000년 |      | 한나라당   | 박근혜 |
| 2004년 |      | 한나라당   | 박근혜 |
| 2008년 |      | 한나라당   | 박근혜 |
| 2012년 |      | 새누리당   | 이종진 |
| 2016년 |      | 새누리당   | 추경호 |
| 2020년 |      | 미래통합당 | 추경호 |
| 2024년 |      | 국민의힘   | 추경호 |

## 역대 선거 결과

### 대한민국 제15대 국회의원 선거
|  | 62.71% |

|  | 32.78% |

|  | 4.49% |

### 1998년 대한민국 재보궐선거
|  | 61.3% |

|  | 38.7% |

### 대한민국 제16대 국회의원 선거
|  | 61.39% |

|  | 38.60% |

### 대한민국 제17대 국회의원 선거
|  | 70.03% |

|  | 23.21% |

|  | 6.75% |

### 대한민국 제18대 국회의원 선거
|  | 88.57% |

|  | 8.97% |

|  | 2.44% |

### 대한민국 제19대 국회의원 선거
|  | 55.63% |

|  | 23.30% |

|  | 21.06% |

### 대한민국 제20대 국회의원 선거
|  | 48.07% |

|  | 31.44% |

|  | 14.71% |

|  | 5.76% |

### 대한민국 제21대 국회의원 선거
|  | 67.33% |

|  | 27.01% |

|  | 3.14% |

|  | 1.50% |

|  | 0.98% |

### 대한민국 제22대 국회의원 선거
|  | 75.31% |

|  | 24.68% |

## 같이 보기
- 대한민국의 국회의원 선거구 목록